# Stadtfarben
Als Stadtfarben oder Gemeindefarben bezeichnet man die Farben der Stadtflagge bzw. Gemeindeflagge. Städte und auch manche Gemeinden führen schon seit dem Mittelalter Wappen und auch Flaggen. Die Stadtfarben leiten sich in der Regel aus den Wappenfarben bzw. den Farben der Wappenfiguren ab und müssen eine kommunale (beispielsweise durch örtliche Satzungen) oder aber hoheitliche (Landesgesetz) Rechtsgrundlage haben. Häufig sind auch Stadtsignets oder Stadtlogos in den Farben der Stadt angelegt.

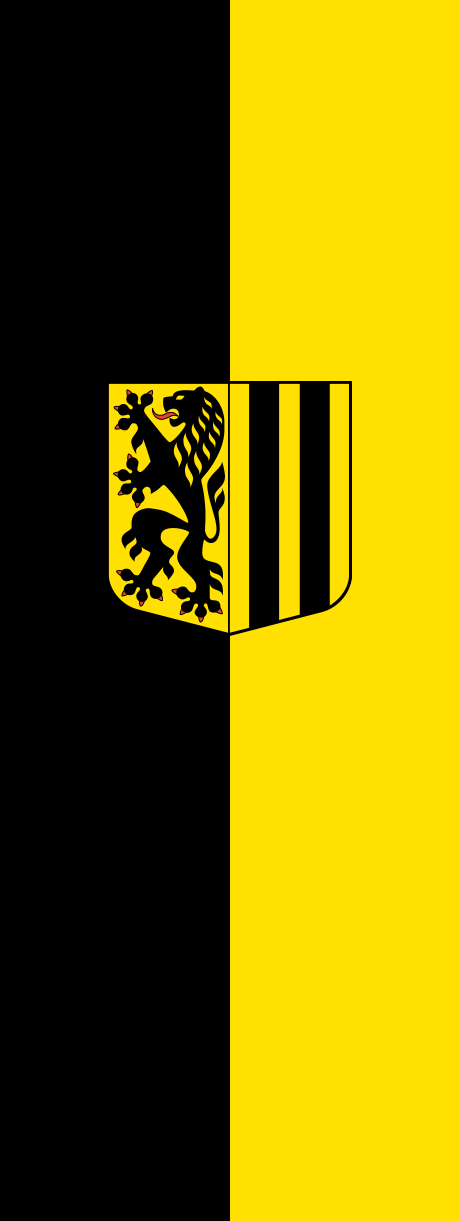
Stadtflagge von Dresden als Beispiel. Die Stadtfarben sind schwarz-gelb

## Übersicht ausgewählter Städte mit ihren Stadtfarben

### Deutschland

#### Baden-Württemberg
Baden-Baden – gelb-rot
Eppelheim – gelb-rot
Freiburg im Breisgau – weiß-rot
Heidelberg – schwarz-gelb
Heilbronn – rot-weiß-blau
Karlsruhe – rot-gelb
Ladenburg – blau-silber
Mannheim – blau-weiß-rot (nicht aus Stadtwappen abgeleitet)
Pforzheim – weiß-blau
Reutlingen – schwarz-rot-weiß
Stuttgart – schwarz-gelb
Ulm – schwarz-weiß

#### Bayern
Augsburg – rot-grün-weiß
Aschaffenburg – grün-rot-weiß
Landshut – rot-weiß
Memmingen – schwarz-rot-weiß
München – schwarz-gold
Nürnberg – rot-weiß
Regensburg – rot-silber
Schweinfurt – silber-blau
Straubing – rot-weiß
Würzburg – rot-gelb

#### Berlin
Berlin – rot-weiß-rot (bis 1861 schwarz-weiß, bis 1912 schwarz-rot-weiß)

#### Brandenburg
Potsdam – rot-gelb
Cottbus- rot-weiß
Frankfurt (Oder) – rot-grün-weiß

#### Bremen
Bremen – rot-weiß
Bremerhaven – rot-weiß-blau

#### Hamburg
Hamburg – weiß-rot (Landesfarben)

#### Hessen
Frankfurt am Main – weiß-rot Siehe auch: Wappen der Stadt Frankfurt am Main
Korbach – blau-weiß
Viernheim – blau-weiß-rot

#### Niedersachsen
Braunschweig – rot-weiß
Göttingen – schwarz-gold
Hannover – rot-weiß (bis 1897 rot-gelb-grün)
Oldenburg – gold-rot
Osnabrück – schwarz-silber
Wolfenbüttel – rot-weiß-blau
Wolfsburg – grün-weiß

#### Nordrhein-Westfalen
Aachen – gelb-schwarz
Altena – weiß-rot
Bad Münstereifel – rot-gelb
Baesweiler – gelb-blau
Bergheim – gelb-schwarz
Bielefeld – rot-weiß
Bochum – blau-weiß
Bonn – rot-gelb-rot
Dortmund – rot-weiß
Duisburg – weiß-rot
Düsseldorf – rot-weiß
Eschweiler – schwarz-gelb-blau
Essen – gelb-blau
Gelsenkirchen – schwarz-weiß-grün (PR-Farbe: Blau)
Grevenbroich – rot-weiß
Herne – gelb-schwarz-gelb
Jülich – schwarz-gold
Kaarst – blau-gelb
Köln – rot-weiß
Krefeld – schwarz-gold
Monschau – rot-weiß
Münster – gold-rot-silber
Nettetal – blau-gelb
Neuss – rot-weiß
Oberhausen – blau-weiß (bis 1952 schwarz-weiß-rot)
Paderborn – rot-gelb
Recklinghausen – grün-gelb
Solingen – blau-gelb
Steinfurt – gelb-rot (Bild links zeigt älteres Wappen)
Viersen – blau-silber
Wetter (Ruhr) – rot-weiß
Wuppertal – rot-weiß

#### Rheinland-Pfalz
Ingelheim am Rhein – rot-weiß
Kaiserslautern – rot-weiß

#### Saarland
Homburg – grün-weiß

#### Sachsen

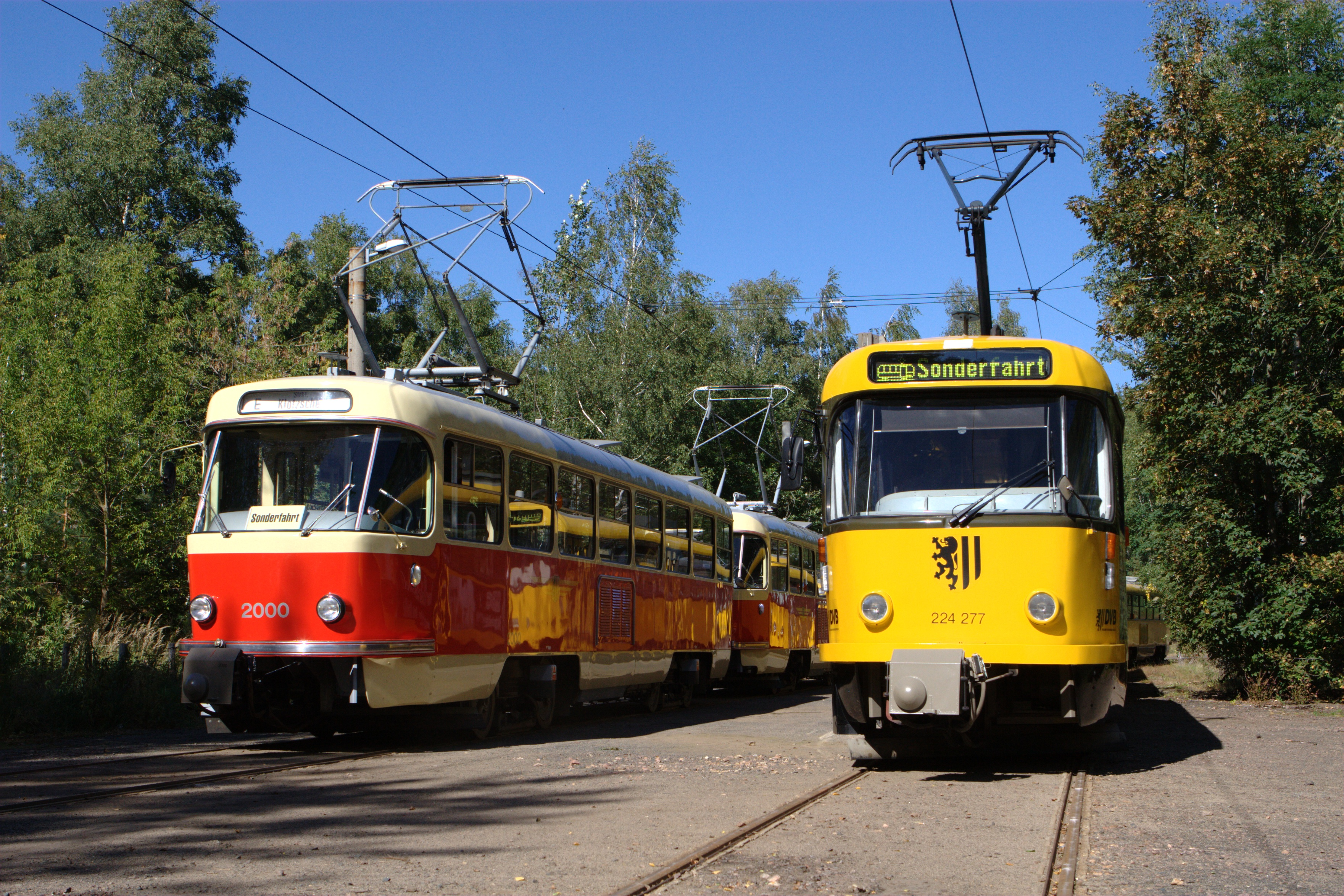
Die öffentlichen Verkehrsmittel in Dresden sind seit 1988 in den Stadtfarben lackiert (links vorherige Lackierung, rechts Lackierung in Stadtfarben).

Bautzen – gelb-blau
Chemnitz – blau-gelb
Dresden – schwarz-gelb
Freiberg – schwarz-gelb
Görlitz – weiß-rot
Hoyerswerda – weiß-grün
Leipzig – blau-gelb
Plauen – gold-schwarz
Weißwasser – blau-gelb
Zwickau – weiß-rot

#### Sachsen-Anhalt
Halle – rot-weiß
Magdeburg – grün-rot
Naumburg (Saale) – rot-weiß
Weißenfels – blau-gelb

#### Schleswig-Holstein
Flensburg – blau-gelb (vgl. Flensburger Wappen)
Lübeck – weiß über rot (siehe: Hansefarben; Lübecker Wappen: gelb und schwarz)

#### Thüringen
Eisenach – blau-weiß-rot
Erfurt – rot-weiß
Gera – schwarz-gelb-rot
Jena – gelb-weiß-blau

### Liechtenstein

#### Kanton Aargau
Vaduz – rot-weiß

### Österreich

#### Wien
Wien – rot-weiß

### Schweiz

#### Kanton Aargau
Aarau – weiß-schwarz

#### Kanton Graubünden
Albula/Alvra – rot-weiß-blau